# Asar (Kazajistán)
Asar fue un partido político de Kazajistán. Fue fundado el 25 de octubre de 2003 sobre la base de la Asociación Pública Asar. En las elecciones legislativas kazajas de 2004, el partido obtuvo el 11,4% del voto popular y 4 de los 77 escaños en el Mazhilis. Tras los llamamientos de su líder Dariga Nazarbayeva para un partido gobernante unido y las acusaciones de que su padre estaba cada vez más preocupado por la independencia del grupo, Asar se fusionó con Otan.